# Tarczyk omanowy
Tarczyk omanowy (Cassida murraea) – gatunek chrząszcza z rodziny stonkowatych i podrodziny tarczykowatych. Owad palearktyczny, rozprzestrzeniony od Europy Zachodniej po Wyspy Japońskie. Żeruje na omanach, rzadziej na płesznikach.

## Taksonomia
Gatunek ten opisany został po raz pierwszy w 1767 roku przez Karola Linneusza. Wyróżnia się w jego obrębie trzy podgatunki:
- Cassida (Pseudocassida) murraea halophila Spaeth in: Spaeth et Reitter, 1926
- Cassida (Pseudocassida) murraea murraea Linnaeus, 1767
- Cassida (Pseudocassida) murraea ussuriensis Spaeth in: Spaeth et Reitter, 1926

## Morfologia
Chrząszcz o ciele długości od 7 do 8,5 mm, krępym u C. m. ussuriensis, smukłym u C. m. halophila, zaś przeciętnie szerokim u podgatunku nominatywnego. Tło przedplecza i pokryw za życia bywa jasnozielone, pomarańczowe lub rdzawoczerwone. U martwych, suchych okazów barwa zielona zmienia się w słomkowożółtą, a pomarańczowa i czerwona w orzechową. Na pokrywach obecny jest charakterystyczny wzór z czarnych plamek, który jednak rzadko rozlany może być na większą część pokryw (aberracja inundata) lub częściowo zredukowany (aberracja immaculata). Ubarwienie odnóży jest w całości czarne. Brzegi przedplecza i pokryw są rozpłaszczone. Punktowanie pokryw jest bardzo regularne, rozmieszczone w rządkach, bez nadliczbowych punktów na międzyrzędach. Stopy mają rozchylone, pozbawione ząbków przy nasadach pazurki wystające poza wieńce szczecinek na trzecich członach.

## Ekologia i występowanie
Owad ten zamieszkuje tereny otwarte, zwłaszcza o większej wilgotności, przy czym podgatunek C. m. halophila ograniczony jest w wymaganiach siedliskowych do słonych stepów. Zarówno osobniki dorosłe jak i ich larwy są fitofagami żerującymi przede wszystkim na omanach, a sporadycznie na płesznikach. Preferowanymi gatunkami są oman łąkowy i oman wierzbolistny. 
Gatunek palearktyczny, rozprzestrzeniony od Europy Zachodniej po Wyspy Japońskie. Podgatunek nominatywny ma zasięg eurosyberyjski. W Europie podgatunek nominatywny znany jest z Wielkiej Brytanii, Francji, Monako, Belgii, Luksemburgu, Holandii, Niemiec, Szwajcarii, Austrii, Włoch, Słowenii, Danii, Szwecji, Finlandii, Estonii, Łotwy, Litwy, Polski, Czech, Słowacji, Węgier, Ukrainy, Rumunii, Bułgarii, Słowenii, Chorwacji, Bośni i Hercegowiny, Serbii, Czarnogóry, Albanii, Macedonii Północnej, Grecji, Turcji i Rosji. W Polsce występuje od nizin po niższe położenia górskie, ale spotykany jest rzadko i pojedynczo. Jego północna granica zasięgu na kontynencie europejskim przebiega przez Wyspy Brytyjskie, południe Szwecji, południe Finlandii i Karelię. W Azji podgatunek ten stwierdzany był na Syberii i Dalekim Wschodzie Rosji, w Kazachstanie, Mongolii, Chinach i azjatyckiej części Turcji (w prowincjach: Bartın, Bolu, Çankırı, Düzce, Giresun, Karabük, Kastamonu, Ordu, Rize, Sakarya, Sinop oraz Trabzon).
Podgatunek C. m. halophila występuje głównie w rejonie Morza Kaspijskiego. Podawany był tylko z Ukrainy, południowej Rosji oraz Iranu. Z kolei wschodniopalearktyczny podgatunek C. m. ussuriensis występuje tylko w dorzeczu Amuru i w Japonii.